# Laubuca caeruleostigmata
Laubuca caeruleostigmata är en fiskart som beskrevs av Smith, 1931. Laubuca caeruleostigmata ingår i släktet Laubuca och familjen karpfiskar. IUCN kategoriserar arten globalt som starkt hotad. Inga underarter finns listade i Catalogue of Life.